# Louis Kindscher
Louis Kindscher (eigentlich: Heinrich Karl Ludwig Kindscher) (* 16. Oktober 1800 in Dessau; † Februar 1875 in Wörlitz) war ein deutscher Organist und Komponist. 

## Leben
Kindscher erhielt früh Unterricht von seinem Vater Gottfried Kindscher, dem Organisten der Dessauer Schloss- und Stadtkirche. Ab 1820 war er Schüler Johann Gottfried Schichts in Leipzig. 1824 übernahm er zunächst das Amt seines Vaters und wurde 1854 Gesangslehrer am Seminar in Köthen.
Er hat durch einige beachtenswerte Aufsätze in der Allgemeinen musikalischen Zeitung auf sich aufmerksam gemacht. 

## Werke (Auswahl)
- Zwanzig dreistimmige Lieder, Leipzig 1834
- Zwölf Lieder für den Chor-Gesang, Leipzig 1841
- Elementarunterricht für Violinspieler, Chemnitz 1842